# Turistická značená trasa 7391
 Turistická značená trasa 7391 je 1 km dlouhá žlutě značená trasa Klubu českých turistů na katastru Nového Hrádku v okrese Náchod spojující osadu Zelinkův mlýn s hraničním přechodem do Polska a navazující tamní turistickou trasou. Její převažující směr je severní a poté východní.

## Průběh trasy
Turistická trasa má svůj počátek v osadě Zelinkův Mlýn, kde navazuje na zeleně značenou trasu 4335 přicházející sem ze Sněžného. Zároveň je tu průchozí červeně značená Jiráskova cesta z Náchoda do Orlických hor. S ní vede trasa 7391 v krátkém souběhu východním směrem po silnici II/285. Po jeho skončení se stáčí k severu, vede na okraj osady a po lesní cestě pokračuje do blízkosti samoty Za Lesem. Na okraji lesa se stáčí k východu a opět do něj vstupuje. Lesní pěšinou pak pokračuje k česko-polské státní hranici, kde končí. Přímo zde na ní navazuje rovněž žlutě značená polská turistická trasa do Kudowy-Zdróje.